# Alina Kachlinskaïa
Alina Anatolïevna Kachlinskaïa (en russe, Алина Анатольевна Кашлинская,  née le 28 novembre 1993 à Moscou, en Russie)  est une joueuse d'échecs russe puis polonaise depuis 2022. Elle est grand maître international féminin (GMF) et maître international (MI) dans cette discipline.
Grand-maître international féminine depuis 2009, elle remporta la médaille de bronze au championnat d'Europe d'échecs individuel en 2015 et la médaille de bronze au championnat du monde junior féminin en 2013.
Au 1er janvier 2024, elle est 913e joueuse mondiale et la 45e joueuse polonaise avec un classement Elo de 2 468 points

## Biographie et carrière

### Championne d'Europe (2019)
En 2015, elle est troisième lors du championnat d'Europe individuel féminin, compétition qu'elle remporte en 2019.

### Olympiades d'échecs
Elle représente la Russie lors de l'Olympiade d'échecs de 2010 avec la deuxième équipe nationale féminine russe (la Russie avait trois équipes à l'olympiade disputée en Russie). Elle emporte la médaille d'argent individuelle à l'échiquier de réserve.

### Maître international (2014)
Alina Kachlinskaïa obtient le titre de maître FIDE féminin (MFF) en 2005. Elle devient ensuite maître international féminin (MIF) en 2007. En 2009, la FIDE lui décerne le titre de grand maître international féminin (GMF).
Alina Kachlinskaïa obtient le tire maître international mixte (MI) en 2014.

### Championnats du monde et coupe du monde
Elle fut éliminée au premier tour du championnat du monde féminin en 2015 et 2018 et au deuxième tour en 2017.
| Année | Lieu                    | Résultat           | Ultime adversaire         | Adversaires battues                            |
| ----- | ----------------------- | ------------------ | ------------------------- | ---------------------------------------------- |
| 2015  | Sotchi                  | premier tour       | Shen Yang                 |                                                |
| 2017  | Téhéran                 | deuxième tour      | Anna Mouzytchouk          | Deysi Cori                                     |
| 2018  | Khanty-Mansiïsk         | premier tour       | Gulrukhbegim Tokhirjonova |                                                |
| 2021  | Sotchi (coupe du monde) | huitième de finale | Dinara Saduakassova       | Lisandra Teresa Ordaz Valdés Alissa Galliamova |

En 2022, Alina Kachlinskaïa quitte la fédération russe pour la fédération polonaise.